# Piraterie des années 1800 dans la Caraïbe
La piraterie des années 1800 dans la Caraïbe fut un phénomène ayant marqué l'histoire maritime du continent américain au début XIXe siècle. Il trouve une partie de son origine dans le fait que d'anciens militaires ayant participé à la guerre de Sept Ans ou à la guerre d'indépendance américaine devinrent des pirates afin de subvenir à leurs besoins.

## Sous la Révolution française

### En 1793, le citoyen Genêt perturbe la neutralité américaine
La première vague de piraterie vise les navires britanniques, pendant la Révolution française. Edmond-Charles Genêt (1763-1834), premier ambassadeur de la République française aux États-Unis, obtient un vrai succès populaire en faisant appel à des corsaires américains.
Le 8 avril 1793, au lieu de se rendre à Philadelphie, il reste à Charleston pour recruter des corsaires contre l'Espagne et l'Angleterre. Il n'arrive dans la capitale américaine que le 18 mai, après avoir remonté toute la côte, en créant des « sociétés de citoyens », puis continue ce genre d'actions dans la capitale, mettant dans l'embarras George Washington car les États-Unis ont proclamé leur neutralité le 22 avril 1793.
Edmond-Charles Genêt « croyait pouvoir entraîner l'Amérique dans la guerre au secours de sa patrie » et « s'était mis aussitôt en devoir de distribuer à grand bruit des lettres de marque, d'armer des corsaires, d'ordonner des recrutements », selon l'historien Cornélis Henri de Witt. Finalement « dans ses efforts pour réchauffer la haine des masses contre l'Angleterre », il « fit tout ce qu'il fallait pour les détacher complètement de la France et du parti français ». Selon son biographe Claude Moisy, il se heurta en fait à la « relation spéciale » entre les Anglo-Saxons.

### Les corsaires guadeloupéens, un ensemble hétéroclite
Le Directoire veut prévenir toute éventuelle activité contre-révolutionnaire. Il arme les corsaires guadeloupéens : des armateurs esclavagistes, mais aussi, parfois, d'anciens esclaves émancipés à la Guadeloupe y participent. Arrivé en 1794, Victor Hugues attisa la rébellion parmi les hommes libres de couleur à la Grenade, Sainte-Lucie et Saint-Vincent, et se saisit de plus de cinq cents navires (neutres ou ennemis).
Après la guerre d'indépendance, la Royal Navy a récupéré les gros navires de combat, les États-Unis devant se contenter des petits navires de commerce. Les navires de commerce américains sont attaqués, dès octobre 1794, par les corsaires guadeloupéens qui les attendent au large de leur port d'attache. Ces navires "neutres" sont déclarés par les Français de "bonne prise" dès lors qu'ils transportent des marchandises en provenance ou destinées à l'ennemi anglais.
Le 24 décembre 1796, Victor Hugues, gouverneur de la Guadeloupe prend un arrêté autorisant les corsaires guadeloupéens à attaquer les navires américains, car certains, moyennant finances, permettaient aux Britanniques d'utiliser le pavillon américain pour aborder les îles françaises.

### 1796, le deuxième traité de San Ildefonso
Par le traité de San Ildefonso (1796), signé entre l'Espagne et la France le 18 août 1796, les deux États s'engageaient à la défense et à l'attaque mutuelle face à l'Angleterre qui, à ce moment, menaçait la flotte espagnole lors de ses traversées vers l'Amérique.
Selon l'historien Christian Lerat, c'est à partir de cette date que Santiago de Cuba va devenir une base corsaire, où vont s'installer des armateurs et marins français de Saint-Domingue, qui s'y domicilieront définitivement après 1803 lorsque l'échec de l'expédition de Saint-Domingue leur fera perdre tout espoir de conserver leurs possessions sur Saint-Domingue. L'année 1796 voit aussi la fondation de Santa Catalina de Guantánamo qui deviendra Guantánamo.
L'anéantissement de l’armée corsaire guadeloupéenne par la Royal Navy en 1797 et la politique du général Desfourneaux, nommé par le Directoire pour remplacer Victor Hugues fit qu'à partir de 1798, les corsaires français se livrèrent de plus en plus souvent à la piraterie et échappèrent au contrôle des autorités des îles françaises. Des  mulâtres de Saint-Domingue se joignirent à eux, après la défaite de leur chef André Rigaud face à Toussaint Louverture dans la Guerre du sud, devenant les "Brigands de Rigaud".
Plus tard, dans les années 1800, les corsaires français, devenus pirates, vont rebaptiser leurs navires du nom d'épopées napoléoniennes : Campo-Formio, Retraite d'Égypte.

### Nouvelle vague d'exil français à Cuba en 1798
Le soulèvement des esclaves dans la plaine du Nord de Saint-Domingue, débutée en 1791, conduisit de fait à l'abolition de l'esclavage sur la colonie en 1793 par les commissaires français Poulverel et Sonthonax. Les grands planteurs français réagissent par le traité de Whitehall signé avec les Anglais. Mais l'armée anglaise, épaulée par la milice de Saint-Domingue échoue à mater la révolte et doit négocier avec Toussaint Louverture l'armistice du 30 mars 1798.
Chassés de Saint-Domingue, les planteurs français signent un autre traité, cette fois avec les Espagnols, en promettant de s'abstenir de toute piraterie. En échange, ils peuvent s'installer à Cuba. Les pirates français à Cuba violent ce traité car ils s'installent dans l'est de Cuba, peu peuplé, difficile à contrôler, et juste en face de Saint-Domingue, d'où ils peuvent intercepter les navires anglais et américains commerçant avec la révolution noire. Leur action s'ajoute à celle des corsaires guadeloupéens.
Les Français sont installés à Baracoa, dans la baie de Guantánamo et à Santiago de Cuba, où le gouverneur Juan Bautista Vaillant Berthier, arrivé en 1799, veut développer la partie orientale, car les terres y sont trois fois moins chères. Les Français tentent de s'hispaniser. Le recensement de 1800 dénombre ainsi 250 noms français de marins avec un prénom espagnol, dont un "Pedro Lafitta", alias Pierre Lafitte, frère du pirate Jean Lafitte. Parmi eux, les armateurs Pedro Ollanger, Pedro Raymond, Pedro Bossard et Esteban Redonnet. Les Espagnols craignent qu'il n'importent le climat de violence de Saint-Domingue. En 1798, Vicente Perroussel, consul de France dans la ville est menacé de lynchage en raison de l'arrivée de Noirs libres de Saint-Domingue. Les capitaux accumulés dans la guerre de course en quelques années seront réinvestis par les immigrés français dans la révolution du café à Cuba. Beaucoup de Français de la région du Sud-Ouest de la France, en particulier de Bordeaux, se sont aussi réfugiés dans le secteur baptisé Vuelta Abajo, mais cette fois dans la partie occidentale de Cuba, selon l'historien Bernard Lavallé.

### Le traité commercial de 1799 entre le général Toussaint Louverture, Londres etPhiladelphie
Après avoir négocié avec les Anglais l'armistice du 30 mars 1798, le général Toussaint Louverture, en tant que chef de la révolution noire de Saint-Domingue, signe la convention commerciale tripartite de 1799 avec les États-Unis et l'Angleterre. Les Américains souhaitent commercer avec Saint-Domingue, qui pesait en 1789 pour la moitié de la production mondiale de coton et de café, et un tiers de celle de sucre. En avril 1799, ils nomment consul général à Saint-Domingue le docteur Edward Stevens, qui noue des relations d'amitié avec le général Toussaint Louverture, fait approvisionner l'île par des navires américains. Le 23 mai 1799, il rend publiques les directives controversées données par le Directoire français au général Toussaint Louverture qui avait excédé ses fonctions.
Les corsaires français arment à partir de la Guadeloupe mais aussi de Cuba, d'où ils attaquent avec succès les navires de commerce des Anglais et les Américains dont ceux qui approvisionnent Saint-Domingue au titre de la convention commerciale tripartite de 1799. Ces actions profitent indirectement de la convention commerciale tripartite de 1799, qui relance les échanges entre Saint-Domingue, l'Angleterre et les États-Unis. Le trafic commercial qui en découle est détourné vers la Guadeloupe et Cuba par les corsaires français comme le montre en particulier l'accroissement du tonnage du port de Santiago de Cuba entre 1797 et 1801 :
| Année   | 1797 | 1798 | 1799 | 1800 | 1801  |
| Tonnage | 32,5 | 46,1 | 76,5 | 84   | 116,6 |

## Sous Napoléon Bonaparte

### La quasi-guerre franco-américaine entre 1798 et 1800
Dans les deux années précédant le coup d'État du 18 Brumaire (9 novembre 1799) de Napoléon Bonaparte, les pirates français bloquent les accès à Saint-Domingue en harcelant les navires américains, contribuant à la quasi-guerre franco-américaine, concrétisée 7 juillet 1798 par la décision du Congrès américain d'abroger tous les traités bilatéraux avec la France.
Le président John Adams refusa d'engager son pays dans une guerre formelle, préférant un embargo sur les produits français. Il chargea Edward Stevens de soutenir la révolution haïtienne contre les Français et ordonna à la marine américaine de capturer les corsaires et pirates français. L'United States Navy aligna environ trente vaisseaux, aidés d'un nombre important de bateaux privés, qu'il fallut armer.
La montée du parti français à Washington, contribue au triomphe du républicain Thomas Jefferson à l'élection présidentielle américaine de 1800. Le traité de Mortefontaine entre la France et les États-Unis, soumis au Sénat le 16 décembre 1800, met fin à la quasi-guerre. Il prévoit des réparations pour les dommages causés aux navires américains.
En juin 1803, avec la reprise de la guerre maritime entre la France et le Royaume-Uni, les registres de la Jamaïque témoignent de l'arrivée de nombreux prisonniers français faits en mer : soldats et marins sont internés sur des pontons mais officiers et civils circulent librement sur parole.

### En 1803, l'échec de l'expédition de Saint-Domingue nourrit la piraterie à Cuba et à Barataria
L'historien Gabriel Debien fut le premier à signaler l'activité corsaire et pirate mise en œuvre par les réfugiés français de Saint-Domingue à Cuba, qui leur permet aussi d'alimenter la Louisiane en esclaves par le biais de la contrebande, via le « Royaume de Barataria » de Jean Lafitte.
L'expédition de Saint-Domingue a réuni 25 000 soldats de Bonaparte, dont une grande partie périrent de la fièvre jaune ou désertèrent, créant des groupes armés indépendants. Parmi les militaires corrompus, Jean Joseph Amable Humbert ancien général de la Révolution française, devint pirate aux côtés de Jean Lafitte, qu'il épaulera plus tard en 1815 à la bataille de La Nouvelle-Orléans. Un autre participant à l'expédition de Saint-Domingue, le baron Henri de Sainte-Gême finance Jean Lafitte et le capitaine Jean Boze, installé à Cuba puis à La Nouvelle-Orléans. Leur longue correspondance témoigne de la vie haute en couleur en Louisiane.
Les historiens estiment que les forces rassemblées par les pirates rassemblés autour de Jean Lafitte dans l'archipel de Barataria représentaient un total de 3 000 à 5 000 combattants clandestins. Pierre Lafitte Pierre Lafitte, le frère de Jean, s'installe à La Nouvelle-Orléans, pour gérer les affaires de la "République de Barataria". Le territoire est difficile d’accès, propice pour dissimuler sa flotte et les esclaves volés aux Espagnols.
Les pirates sont populaires en Louisiane car ils procurent des produits parfois difficiles à trouver. Jean Lafitte est l’amant de Catherine Villard. Son frère, celui de Marie Villard, la sœur de Catherine. Ils animent la vie mondaine de La Nouvelle-Orléans. Plus tard, en 1812, Jean Laffite décidera d'organiser des ventes aux enchères à Temple, à mi-chemin entre Grande Terre et La Nouvelle-Orléans Les pirates opèrent aussi à Grand Isle et Cheniere Caminada.

### La contre-attaque de la République d'Haïti
Après 1804, le gouvernement d’Haïti, mené par Henri Christophe, Alexandre Pétion et Jean Boyer prit des mesures énergiques contre la traite négrière, qu'avait cependant maintenu le général de division Toussaint Louverture dans sa constitution autonomiste de 1803. Ils font pourchasser les navires négriers portugais, espagnols ou cubains, pour libérer les captifs africains. Ils combattirent en particulier les pirates espagnols établis à Santiago de Cuba, Baracoa ou Trinidad, qui étaient bien souvent d'origine française et capturaient de jeunes noirs pour les vendre comme esclaves aux planteurs cubains. Parmi ces négriers installés à Cuba, Jean-Baptiste Faget témoigne avoir été attaqué par des pirates haïtiens.
La course haïtienne, partant de Port-au-Prince, des Cayes ou de Jacmel, constitua un instrument de guerre contre la traite négrière, qui est officiellement interdite par l'Angleterre en 1808. Dès 1796, le gouverneur espagnol de la Louisiane, Francisco Luis Hector de Carondelet, avait interdit toute importation d'esclaves, tandis qu'en 1786 son prédécesseur Esteban Rodríguez Miró, avait banni l'importation d'esclaves nés dans la Caraïbe, la limitant à ceux qui venaient d'Afrique.
En combattant la piraterie, les navires haïtiens rendent la traite plus dangereuse et plus difficile. La traite des noirs est dès lors abolie par le Royaume-Uni en 1807, les États-Unis en 1808, et plus tard par la France en 1817. Mais ces trois pays n'aboliront respectivement l'esclavage qu'en 1833, 1860 et 1848.

### La contrainte de 1809: fuir Cuba et la partie orientale de Santo-Domingo
Pour faire le blocus des côtes atlantiques en contrôlant le Portugal, Napoléon doit traverser l'Espagne. Mais le 2 mai 1808, les Madrilènes se révoltent contre la cavalerie de Murat. La répression fait 500 morts. L'insurrection gagne toute l'Espagne. Son frère Joseph Bonaparte arrive à Madrid le 20 juillet. Couronné roi d'Espagne, il doit s'enfuir, puis revient à Madrid le 4 décembre 1808 ; ce qui déclenche de violentes réactions anti-françaises dans l'empire espagnol. Des émeutes éclatent à La Havane en mars 1809. Le 11 avril, les autorités espagnoles décident l'expulsion des Français, en particulier des pirates français de Cuba installés dans la partie orientale de l'île. 
Entre le 10 mai 1809 et le 17 août 1809, pas moins de 55 bateaux, appartenant pour la plupart à des pirates français, quittent Cuba pour La Nouvelle-Orléans, chargés de réfugiés français de Saint-Domingue à Cuba, qui deviennent des réfugiés français de Saint-Domingue en Amérique. Sur ces cinquante-cinq bateaux, quarante-huit viennent de Santiago de Cuba, six de Baracoa et un seul en provenance de La Havane.
Avec l'aide des Anglais, qui ont terrassé dès 1806 les Français lors de la bataille de Santo Domingo, les Espagnols se révoltent aussi dans la partie Est de Santo-Domingo, aujourd'hui République dominicaine, contrôlée par les généraux François-Marie Perichou de Kerversau et Jean-Louis Ferrand. Le 17 septembre 1808, Juan Sánchez Ramírez obtient l'aide du gouverneur de Porto Rico Toribio Montes pour attaquer les Français, qu'il terrasse le 7 novembre 1808 à la bataille de Palo Hincado.
Attaquée par les Anglais qui ont aboli la traite négrière en 1807, la Martinique capitule en 1809, et la Guadeloupe en 1810, ce qui amène d'autres exils de colons français vers la Louisiane, venant grossir les rangs des pirates et participer à la création de la république de Floride occidentale puis à la guerre anglo-américaine de 1812.

## Sous la Restauration

### L'enclave texane de Galveston
Les frères Jean Lafitte et Pierre Lafitte ont ensuite fondé la colonie de Galveston, sur l'île de Galveston, qui deviendra plus tard le premier port cotonnier du Texas. Ils en chassent le corsaire français Louis-Michel Aury, au service d'un groupe d'associés de La Nouvelle-Orléans qui projetaient une attaque des rebelles mexicains contre les ports royalistes mexicains, dans le cadre de la révolte mexicaine contre l'empire espagnol. Louis-Michel Aury utilise Galveston pour harceler les Espagnols.
Jean Lafitte et Pierre Lafitte y furent espions au service de l'Espagne, contre les révolutionnaires mexicains utilisant cette base arrière, entre novembre 1815 et juin 1816, selon les archives espagnoles à Séville. En 1819, le site est peuplé par 1 000 à 2 000 personnes et Jean Lafitte est nommé gouverneur de l'île par James Long, gouverneur sauvage d'un Texas qui n'a aucune existence juridique. L'île compte 1 520 esclaves dès 1850 et exporte en 1860 les deux tiers du coton texan.
En 1820-1821, ils doivent quitter cette nouvelle base opérationnelle, livrant aux flammes leur « maison rouge » de Galveston  ville qui demeure, après leur départ, la première en importance du Texas.

## Les principaux pirates, contrebandiers, et leurs complices
- Dominique You[25] ;
- Jean Lafitte ;
- Pierre Lafitte ;
- Vincent Gambie[25] ;
- Renato Beluche[26]pirate [25] (ancien de Saint-Domingue)[27] ;
- Jacques Plaideau ;
- Louis-Michel Aury (réfugiés français de Saint-Domingue en Amérique) [28] ;
- Luis Brión ;
- Paul Lanusse (traite négrière) [27] ;
- Jacques Reynard (vétéran des guerres de la révolution)[29] ;
- Jean Boze (réfugiés français de Saint-Domingue en Amérique a participé à l'expédition de Saint-Domingue) ;
- Henri de Sainte-Gême (réfugiés français de Saint-Domingue en Amérique a participé à l'expédition de Saint-Domingue) ;
- Jean Joseph Amable Humbert (pirate et ancien général de la Révolution française, ayant participé à l'expédition de Saint-Domingue[30] ;
- Elias Beauregard (réfugiés français de Saint-Domingue en Amérique)[29] ;
- Arsène Lacarrière-Latour(1775-1837), espion espagnol[29] ;
- Jean Lacoste (capitaine)[31] ;
- Enrique de Peytavin (planteur) [32] ;
- Lorenzo Mousnier ;
- Capitaine Jean-François Landolphe : ancien négrier, a pris soixante-trois navires aux anglo-saxons ;
- Joseph Savary (lieutenant colonel)[33] ;
- Joseph Sauvinet (armateur de La Nouvelle-Orléans)[34] ;
- Jean Blanque[30] ;
- Félix Formento (1790-1888) (physicien installé au Champ d’asile[30] ;
- Guy R. Champlin (capitaine pirate, présent à Galveston en 1817-1818)[30] ;
- Arsène Lebleu[30] ;
- Michel Lebrequet[30] ;
- Jacques Lacroix[30] ;
- Sébastien Boguier (Venezuela)[26] ;
- Étienne de Boré (planteur d'indigotiers puis de Cannes à sucre ;
- Jean Jannet ;
- Eugène Fortier (Bayou Lafourche) ;
- Jean Leloupe ;
- Ange Michel Brouard ;
- Louis Bourdier (planteur) ;
- Peter Paillet (complice de Lafitte) ;
- Barthélémy Lafon (pirate)[30] et (réfugiés français de Saint-Domingue en Amérique)[35]
- Pierre Labatut ex-officier, Carthagène en mai 181[36]
- Pedro Ollanger (armateur à Cuba) ;
- Pedro Raymond (armateur à Cuba) ;
- Pedro Bossard (armateur à Cuba) ;
- Esteban Redonnet] (armateur à Cuba).